# Oxytropis qamdoensis
Oxytropis qamdoensis là một loài thực vật có hoa trong họ Đậu. Loài này được X.Y. Zhu, Y.F. Du & H. Ohashi mô tả khoa học đầu tiên năm 2002.